# Sviluppo di Windows Vista
Lo sviluppo di Windows Vista iniziò nel maggio 2001 e terminò nel novembre 2006. Il nome in codice del progetto di sviluppo era Longhorn.
Durante le prime fasi di sviluppo di Windows Vista, caratterizzate da miglioramenti e aggiornamenti di Windows XP, Microsoft mantenne un discreto riserbo sul progetto, rivolgendo l'attenzione per lo più a Windows XP e Windows Server 2003, e solo dopo l'uscita di quest'ultimo, alla WinHEC 2003, ne mostrò per la prima volta al pubblico una build.
Tuttavia, nel 2003 il progetto prese una piega inaspettata: Windows Longhorn iniziò infatti a discostarsi sempre di più da Windows XP, acquisendo nuove funzionalità e tecnologie originariamente previste per Windows Blackcomb. Dopo la "estate dei worm" 2003, Microsoft cambiò le proprie priorità di sviluppo, reimpiegando buona parte del team di sviluppo di Windows Longhorn nello sviluppo di nuovi Service Pack per Windows XP e Windows Server 2003.
Preoccupata per i ritardi e temendo un feature creep, Microsoft annunciò il 27 agosto 2004 di voler apportare importanti cambiamenti a Windows Longhorn. Lo sviluppo di Windows Longhorn ripartì fondamentalmente da zero: basandosi questa volta sul codice di Windows Server 2003, vennero reintrodotte unicamente le funzionalità destinate veramente alla realizzazione del nuovo sistema operativo. Così, alcune delle funzionalità annunciate in precedenza, come WinFS e NGSCB, furono abbandonate o rimandate.
Nel luglio 2005 Microsoft stabilì il nome definitivo del nuovo sistema operativo, Windows Vista. Tra il settembre 2005 e l'ottobre 2006, Microsoft rese disponibili alcune Community Technologies Preview (CTP) per i beta tester, due Release Candidate per gli utenti che si registravano gratuitamente al Customer Preview Program (CPP), e alcune build (Beta 2, Pre-RC1, Pre-RC2) come download pubblici dal proprio sito Web.
Lo sviluppo di Windows Vista si concluse l'8 novembre 2006 con l'annuncio della pubblicazione della Release to manufacturing (RTM) di Windows Vista da parte di James Allchin, il co-presidente del team per lo sviluppo di Windows.

## Sviluppo release to manufacturing: dalle prime fasi al reset di sviluppo

Il logo di Longhorn, utilizzato per diverse milestone/pre-beta tra il 2002 e il 2004.

Il nome in codice del progetto, Longhorn, fu scelto in riferimento al bar The Longhorn Saloon and Grill ai piedi di due montagne nella Columbia Britannica su cui sorgono le due grandi località sciistiche Whistler e Blackcomb, con l'idea che l'utente, partendo da Whistler (Windows XP), sarebbe passato da Longhorn (Windows Vista) prima di arrivare a Blackcomb (Windows 7).

### 2001-2002: Le prime fasi di sviluppo
Il 10 febbraio 2000, Microsoft annunciò di aver pianificato per la fine del 2002, come successore di Windows XP, una nuova major release di Windows dal nome in codice Blackcomb (oggi nota come Windows 7). Tuttavia, il 24 luglio 2001 Microsoft rivelò che Windows Blackcomb era stato rimandato al 2005, e che sarebbe stato preceduto da una minor release intermedia prevista per il 2003 dal nome in codice Longhorn. Il progetto di sviluppo di Windows Longhorn era già stato avviato nel maggio 2001, ancora prima della pubblicazione di Windows XP.
I primi prototipi vennero già dimostrati alla fine di luglio da Steven Guggenheimer al Financial Analysts Meeting 2001: indicandolo ancora con il nome Blackcomb, egli mostrò in anteprima una nuova schermata iniziale, una nuova barra laterale (comparsa poi nella build 3683), una nuova finestra per la gestione delle immagini (la cui interfaccia è simile a quella di Esplora risorse nelle prime build) e un nuovo calendario.
Un primo ritardo venne annunciato da James Allchin il 16 aprile 2002, alla WinHEC 2002: Windows Longhorn venne rinviato alla seconda metà del 2004. Alla conferenza Microsoft non parlò molto di Windows Longhorn, ma si limitò ad annunciare che avrebbe incluso nuove API gestite, una nuova architettura grafica (allora detta Longhorn Graphics Architecture), tecnologie peer-to-peer e nuove tecnologie di archiviazione basate su SQL Server.
Il 12 novembre 2002, Microsoft annunciò di aver pianificato una versione di Windows Longhorn solo desktop e una versione di Windows Blackcomb solo server.

### 2003: Una nuova tecnologia
Nel marzo 2003, Microsoft consegnò privatamente agli sviluppatori del campus di Redmond una versione di anteprima di Windows Longhorn, raccogliendo critiche e consensi.
Il 7 maggio 2003, alla WinHEC 2003, Will Poole annunciò un ulteriore rinvio della data di pubblicazione di Windows Longhorn al 2005. Microsoft disse che Windows Longhorn avrebbe implementato la nuova architettura Next-Generation Secure Computing Base (NGSCB) (precedentemente nota con il nome in codice Palladium), che avrebbe incrementato la sicurezza e la privacy degli utenti, e le API Avalon, che avrebbero sostituito le API GDI nella gestione grafica dei controlli nelle finestre. Venne inoltre garantito il supporto alla masterizzazione su tutti i formati di DVD.
Alla conferenza, Microsoft dimostrò per la prima volta pubblicamente una build di Windows Longhorn, la build 4015, focalizzando l'attenzione sugli effetti animati e di trasparenza elaborati dal nuovo Desktop Window Manager (DWM), basato sulle API Direct3D anziché su quelle GDI, che avrebbe potuto sfruttare appieno la potenza grafica delle nuove schede video con supporto a DirectX 9 e i nuovi schermi ad elevate densità e risoluzioni. Steve Ball, un program manager di Microsoft, mostrò inoltre alcuni prototipi della nuova interfaccia utente Windows Aero: una tile nella barra laterale per il controllo volume specifico per ogni dispositivo audio e per ogni applicazione, la nuova interfaccia Hardware e dispositivi con una dettagliata finestra delle proprietà del dispositivo, una finestra migliorata per le opzioni di esecuzione automatica delle periferiche multimediali, e i nuovi applet del Pannello di controllo Preferenze audio e video e Gestione sincronizzazione.
Il 24 luglio 2003, al Financial Analysts Meeting 2003, Microsoft confermò ufficialmente precedenti voci sull'aggiunta nella roadmap di una versione server di Windows Longhorn, che avrebbe seguito di qualche mese la versione desktop.

### 2004
Nel maggio 2004, Microsoft cambiò i suoi piani per includere in Longhorn la tecnologia Next-Generation Secure Computing Base (NGSCB). La tecnologia, meglio nota con il suo nome in codice originale Palladium, ricevette molte critiche da analisti, specialisti della sicurezza e ricercatori, e venne spesso citata da sostenitori di sistemi operativi non Microsoft come un motivo per migrare alla loro piattaforma preferita. Ross J. Anderson, per esempio, pubblicò un documento, raccogliendo molte di queste lamentele e critiche in una analisi più ampia su Trusted Computing. Tenuto conto della grande quantità di reazioni negative non solo da parte degli analisti, ma da parte dei clienti aziendali e dei sviluppatori software, Microsoft abbandonò molti aspetti del progetto NGSCB per un periodo di tempo indefinito. L'unico aspetto di NGSCB incluso successivamente nella versione finale del sistema operativo fu BitLocker, una tecnologia per la crittografia delle unità che poteva utilizzare un chip Trusted Platform Module per facilitare l'avvio sicuro e per proteggere i dati dell'utente.

### Build di sviluppo note
| Fase di sviluppo | Numero di build                     | Nome ufficiale                     | Compilata il | Disponibile dal                             | Disponibile dal        |
| Fase di sviluppo | Numero di build                     | Nome ufficiale                     | Compilata il | in via ufficiale                            | in via non ufficiale   |
| ---------------- | ----------------------------------- | ---------------------------------- | ------------ | ------------------------------------------- | ---------------------- |
| Milestone 3      | 3663                                |                                    | 28/07/02     |                                             | screenshot: 19/10/02   |
| Milestone 3      | 3670                                |                                    | 19/08/02     |                                             | screenshot             |
| Milestone 3      | 3683                                |                                    | 23/09/02     |                                             | screenshot: 20/10/02   |
| Milestone 3      | 3683                                | trapelamento: 19/11/02             | 23/09/02     |                                             |                        |
| Milestone 3      | 3706                                |                                    | 29/10/02     |                                             | trapelamento: 22/05/06 |
| Milestone 3      | 3708                                |                                    | 08/11/02     |                                             | screenshot             |
| Milestone 3      | 3713                                |                                    | 13/11/02     |                                             | trapelamento: 26/04/11 |
| Milestone 3      | 3718                                |                                    | 19/11/02     |                                             | trapelamento: 20/04/04 |
| Milestone 4      | 4001                                |                                    | 04/12/02     |                                             | trapelamento: 21/01/13 |
| Milestone 4      | 4002                                |                                    | 08/01/03     |                                             | screenshot: 04/05/08   |
| Milestone 4      | 4002                                | trapelamento: 31/01/20             | 08/01/03     |                                             |                        |
| Milestone 4      | 4005                                |                                    | 28/01/03     |                                             | screenshot             |
| Milestone 4      | 4005                                | trapelamento: 25/01/20             | 28/01/03     |                                             |                        |
| Milestone 4      | 4006                                |                                    | 03/02/03     |                                             | screenshot             |
| Milestone 4      | 4008                                |                                    | 19/02/03     |                                             | trapelamento: 28/02/03 |
| Milestone 4      | 4011                                |                                    | 05/03/03     |                                             | trapelamento: 21/07/06 |
| Milestone 5      | 4015 main                           |                                    | 28/03/03     |                                             | screenshot: 13/04/03   |
| Milestone 5      | 4015 main                           | trapelamento: 25/04/03             | 28/03/03     |                                             |                        |
| Milestone 5      | 4015 Lab06_n                        |                                    | 03/04/03     | mostrata alla WinHEC 2003: 08/05/03         |                        |
| Milestone 5      | 4017                                |                                    | 09/04/03     |                                             | trapelamento: 24/01/20 |
| Milestone 5      | 4018                                |                                    | 17/04/03     |                                             | video                  |
| Milestone 5      | 4020                                |                                    | 30/04/03     |                                             | trapelamento: 03/12/18 |
| Milestone 5      | 4029 main                           |                                    | 19/06/03     |                                             | screenshot: 19/08/03   |
| Milestone 5      | 4029 main                           | trapelamento: 14/09/03             | 19/06/03     |                                             |                        |
| Milestone 5      | 4030 main                           |                                    | 26/06/03     |                                             | trapelamento: 03/02/20 |
| Milestone 5      | 4031 main                           |                                    | 03/07/03     |                                             | trapelamento: 01/02/20 |
| Milestone 6      | 4029 Lab06_n                        |                                    | 29/06/03     |                                             | trapelamento: 24/01/20 |
| Milestone 6      | 4030 Lab06_n                        |                                    | 30/06/03     |                                             | screenshot: 02/07/08   |
| Milestone 6      | 4030 Lab06_n                        | trapelamento: 02/02/20             | 30/06/03     |                                             |                        |
| Milestone 6      | 4031 Lab06_n                        |                                    | 07/07/03     |                                             | trapelamento: 01/02/20 |
| Milestone 6      | 4032                                |                                    | 10/07/03     |                                             | trapelamento: 03/12/18 |
| Milestone 6      | 4033 main                           |                                    | 17/07/03     |                                             | trapelamento: 22/05/06 |
| Milestone 6      | 4033 idx01                          |                                    | 30/07/03     |                                             | trapelamento: 29/01/20 |
| Milestone 6      | 4038                                |                                    | 13/08/03     |                                             | trapelamento: 30/01/20 |
| Milestone 6      | 4039                                |                                    | 24/08/03     |                                             | trapelamento: 22/08/07 |
| Milestone 6      | 4040                                |                                    | 28/08/03     |                                             | trapelamento: 31/01/20 |
| Milestone 6      | 4042 main                           |                                    | 05/09/03     |                                             | trapelamento: 04/02/20 |
| Milestone 7      | 4042 Lab06_n                        |                                    | 09/09/03     |                                             | trapelamento: 26/04/11 |
| Milestone 7      | 4044                                |                                    | 15/09/03     | mostrata al PDC 2003: 28/10/03              |                        |
| Milestone 7      | 4048                                |                                    | 25/09/03     |                                             | trapelamento: 25/01/20 |
| Milestone 7      | 4050 idx02                          |                                    | 28/09/03     |                                             | trapelamento: 28/01/20 |
| Milestone 7      | 4050 private/lab06_demo             |                                    | 18/10/03     | mostrata al PDC 2003 e al TechEd 2004 10/03 |                        |
| Milestone 7      | 4051                                | Official PDC 2003                  | 01/10/03     | ai partecipanti del PDC 2003: 10/03         | trapelamento: 20/10/03 |
| Milestone 7      | 4053                                |                                    | 22/10/03     |                                             | trapelamento: 02/03/04 |
| Milestone 7      | 4067 private/lddm_dev_tech(davidmo) |                                    | 12/02/04     | mostrata al WinHEC 2004: 04/05/04           |                        |
| Milestone 7      | 4067 idx01                          |                                    | 12/03/04     |                                             | trapelamento: 07/21    |
| Milestone 7      | 4069                                |                                    |              | mostrata al WinHEC 2004: 04/05/04           |                        |
| Milestone 7      | 4074                                | Official WinHEC 2004 preview build | 25/04/04     |                                             | trapelamento: 05/04    |
| Milestone 7      | 4081                                |                                    | 03/05/04     |                                             | trapelamento: 27/01/20 |
| Milestone 7      | 4082                                |                                    | 10/05/04     |                                             | trapelamento: 04/02/20 |
| Milestone 7      | 4083                                |                                    | 16/05/04     |                                             | trapelamento: 10/11/04 |
| Milestone 7      | 4084                                |                                    | 27/05/04     |                                             | trapelamento: 16/10/11 |
| Milestone 7      | 4085 main                           |                                    | 03/06/04     |                                             | trapelamento: 01/02/20 |
| Milestone 7      | 4085 Lab07_N                        |                                    | 09/06/04     |                                             | trapelamento: 28/01/20 |
| Milestone 7      | 4086 main                           |                                    | 15/06/04     |                                             | trapelamento: 02/02/20 |
| Milestone 7      | 4086 lab03_dev                      |                                    | 29/06/04     |                                             | trapelamento: 02/02/20 |
| Milestone 7      | 4086 Lab01_N                        |                                    | 04/07/04     |                                             | trapelamento: 02/02/20 |
| Milestone 7      | 4087                                |                                    | 26/06/04     |                                             | trapelamento: 04/02/20 |
| Milestone 7      | 4088                                |                                    | 06/07/04     |                                             | video: 19/02/14        |
| Milestone 7      | 4088                                | trapelamento: 13/01/15             | 06/07/04     |                                             |                        |
| Milestone 7      | 4089                                |                                    | 21/07/04     |                                             | screenshot             |
| Milestone 7      | 4093                                |                                    | 19/08/04     |                                             | trapelamento: 28/08/06 |

     Build trapelate illegalmente

#### Milestone 3

##### Build 3663(28 luglio 2002)
La build 3663 è la prima build nota di Windows Longhorn. Alcuni screenshot trapelati il 19 ottobre 2002 mostravano:
- una nuova schermata iniziale, con l'indicazione di data e ora;
- una finestra di Risorse del computer riportante informazioni sull'utilizzo dello spazio su disco;
- un nuovo logo di Windows completamente bianco nel pulsante Start;
- un nuovo sfondo del desktop.[100]

##### Build 3670(19 agosto 2002)
Della build 3670 trapelarono alcuni screenshot che mostravano:
- una nuova finestra di Gestione periferiche implementata in Esplora risorse;
- un nuovo stile per il pannello delle operazioni laterale in Esplora risorse;
- MSN Explorer 5.0 installato come componente di Windows.

##### Build 3683(23 settembre 2002)
La build 3683 fu la prima build di Windows Longhorn a trapelare tramite Internet (il 19 novembre 2002), e fu la prima ad avere un watermark del desktop che si identificava come Longhorn XP Professional. Visivamente molto simile a Windows XP, mostrava per la prima volta:
- il nuovo tema Plex, che Microsoft considerava come un tema provvisorio per le versioni di sviluppo, fino a quando non fosse stato pronto Aero;
- una nuova barra laterale, in cui era possibile integrare dei componenti basati su XML detti tile (alla fine pubblicati con il nome di gadget nella Windows Sidebar di Windows Vista), tra cui un orologio digitale, una presentazione di immagini, una funzione di ricerca e un gestore di desktop multipli, e facoltativamente anche il pulsante Start disattivando la barra delle applicazioni tradizionale;
- il nuovo file system Windows Future Storage (WinFS), considerato dai primi beta tester solo uno spreco di memoria e CPU per la sua minima integrazione con l'interfaccia utente;
- un nuovo pannello di controllo Proprietà dello schermo, creato sulla nuova API Avalon (poi scomparso nella build 3706[109]), con varie opzioni per lo sfondo del desktop e con proprietà avanzate dello schermo;
- la nuova versione 6.05 di Internet Explorer, con la nuova barra Media;
- una versione beta di DirectX 9.

Diverse nuove funzionalità comparvero in Esplora risorse:
- un nuovo grande pannello orizzontale sotto le barre degli strumenti di Esplora risorse, chiamato barra breadcrumb, disattivabile dalle Opzioni cartella, con grafica personalizzata per le cartelle speciali Documenti, Immagini e Musica, con effetti animati sulle miniature nel caso di selezioni multiple (poi scomparsi nella build 3718[57]);
- la nuova cartella speciale Contatti (non ancora funzionale);
- una barra degli indirizzi migliorata;
- le anteprime del contenuto delle cartelle nelle loro icone in modalità di visualizzazione Titoli;
- la possibilità di filtrare il contenuto di una cartella nella modalità di visualizzazione Dettagli di Esplora risorse;
- un nuovo slider per modificare la dimensione delle icone;
- la possibilità di raggruppare il contenuto di una cartella con dei criteri specifici;
- la possibilità di selezionare i file e le cartelle mediante caselle di controllo (poi scomparse nella build 3706[109]);
- una nuova interfaccia per le finestre di dialogo Apri e Salva con nome.

##### Build 3706(29 ottobre 2002)
La build 3706, trapelata il 22 maggio 2006, è la prima nota ad includere:
- il Desktop Composition Engine (DCE), più tardi noto come Desktop Window Manager (DWM) (non ancora funzionale);
- la possibilità di modificare un'immagine e i suoi metadati dalla barra breadcrumb;
- un nuovo effetto animato sulle miniature singole visualizzate nella barra breadcrumb (poi scomparso nella build 3718[57]);
- gli abbozzi degli applet del Pannello di controllo Gestore di download e Dispositivi audio portatili
- le raccolte Immagini e video e Musica (poi scomparse nella build 5308 e alla fine pubblicate in Windows 7);
- la possibilità di creare un castle (alla fine pubblicato in Windows 7 con il nome di Gruppo Home);
- un nuovo sfondo del desktop.[110]

##### Build 3713(13 novembre 2002)
La build 3713, trapelata il 26 aprile 2011, è la prima nota ad includere:
- una finestra di Esplora risorse con una nuova area Filtra per, al posto del pannello delle operazioni di Windows XP, per filtrare il contenuto della cartella corrente per nome, tipo, commenti e altri filtri specifici della visualizzazione;
- nuova interfaccia per la visualizzazione in gruppi in Esplora risorse.

##### Build 3718(19 novembre 2002)
La build 3718, trapelata il 20 aprile 2004, è la prima nota ad includere:
- una versione completamente funzionante del Desktop Composition Engine, attivabile nelle Proprietà dello schermo, con animazioni alla chiusura e alla riduzione a icona delle finestre;
- una nuova barra delle applicazioni alternativa più sottile;
- la visualizzazione delle informazioni sulle cartelle nella modalità di visualizzazione Titoli;
- l'integrazione di Windows Media Player all'interno di Esplora risorse e della barra laterale;[111]
- una procedura guidata per l'importazione dei contatti nella cartella speciale Contatti.

#### Milestone 4

##### Build 4001(4 dicembre 2002)
La build 4001, trapelata il 21 gennaio 2013, è la prima nota ad includere:
- un nuovo programma di installazione con interfaccia grafica Windows Preinstallation Environment (WinPE), basato sul formato di immagine disco Windows Imaging (WIM), il cui completamento richiedeva approssimativamente due terzi del tempo in meno rispetto a Windows XP a parità di hardware;[112]
- una nuova interfaccia per Installazione guidata della rete.

##### Build 4002(8 gennaio 2003)
La build 4002, trapelata il 31 gennaio 2020, includeva un nuovo sfondo del desktop. Scomparve temporaneamente il nuovo programma di installazione con interfaccia grafica.

##### Build 4008(19 febbraio 2003)
La build 4008, consegnata privatamente a un ristretto gruppo di sviluppatori e trapelata il 28 febbraio 2003 dopo qualche mese di discrezione da parte di Microsoft, è la prima nota ad includere:
- un nuovo tema Plex;
- una barra breadcrumb migliorata;
- una nuova interfaccia di ricerca integrata con il file system WinFS per query in lingua naturale;
- la nuova funzionalità Controllo genitori;
- una barra degli indirizzi più simile a quella inclusa nella versione finale di Windows Vista;
- la nuova raccolta Documenti;
- una funzione di ricerca nei contatti;
- la possibilità di disporre in pila i file nelle raccolte;
- l'abbozzo di una finestra delle proprietà integrata in Esplora risorse;
- un nuovo stile per le notifiche di sistema;
- la possibilità di disattivare le applicazioni ad esecuzione automatica dalle opzioni per le prestazioni;[125]
- un nuovo menu contestuale per la barra delle applicazioni alternativa;
- una versione di Esplora risorse convertita in applicazione .NET;
- un nuovo salvaschermo.

##### Build 4011(6 marzo 2003)
La build 4011, trapelata il 21 luglio 2006, è la prima nota ad includere:
- un nuovo logo nella schermata di avvio;
- un effetto di trasparenza alle finestre e al menu Start;
- una procedura guidata per la modifica del layout della barra laterale e della barra delle applicazioni sullo schermo, con anteprima in tempo reale;<
- la nuova modalità di visualizzazione Titoli estesi (alla fine pubblicata in Windows Vista con il nome Contenuto);
- una finestra migliorata per le opzioni di esecuzione automatica delle periferiche;
- la possibilità di creare un "profilo utente portatile" su un'unità USB in cui sincronizzare file, impostazioni e preferenze dell'utente;
- un'area Filtra per semplificata.

#### Milestone 5

##### Build 4015 main(28 marzo 2003)
La build 4015 main, trapelata il 25 aprile 2003, è la prima nota ad includere:
- una nuova schermata iniziale;
- nuove schede nelle proprietà del menu Start per la modifica del layout della barra laterale e della barra delle applicazioni sullo schermo;
- la nuova raccolta Giochi;
- una nuova disposizione delle miniature nella barra breadcrumb nel caso di selezioni multiple;
- la nuova funzione Trasferimento silenzioso per spostare rapidamente le immagini digitali da un'unità USB nel disco fisso del computer;
- il nuovo allineamento centrato per il testo nella barra del titolo delle finestre;
- un nuovo sfondo del desktop.

Questa build era afflitta da problemi di uso eccessivo di memoria piuttosto gravi, dovuti soprattutto al file system WinFS.

##### Build 4015 Lab06_n(3 aprile 2003)
La build 4015 Lab06_n fu la prima build di Windows Longhorn ad essere mostrata pubblicamente da Microsoft, alla WinHEC 2003 (6-8 maggio 2003). Alla conferenza, vennero dimostrate le potenzialità del nuovo Desktop Composition Engine (DCE): con l'aiuto di script contenuti in file batch, vennero mostrati in azione numerosi effetti animati applicati su tutti gli elementi della shell di Windows, compresa la barra delle applicazioni, e venne esaminata la funzionalità di ridimensionamento dinamico in scala delle finestre a seconda della densità dello schermo.

##### Build 4029 main(19 giugno 2003)
La build 4029 main, trapelata il 14 settembre 2003, è la prima build nota ad includere:
- una nuova barra nella parte superiore della finestra di Esplora risorse e di Internet Explorer, che comprendeva i controlli per la navigazione, il nome della cartella corrente e la barra degli indirizzi;
- la visualizzazione delle anteprime di file immagine e video all'interno di riquadri mobili al passaggio del mouse;
- un nuovo stile grafico dell'orologio analogico nella barra laterale;
- un nuovo stile per le notifiche di sistema;
- il nuovo applet del Pannello di controllo Gestione sincronizzazione (alla fine pubblicato con il nome Centro sincronizzazione in Windows Vista);
- una nuova versione di Outlook Express, basata sul file system WinFS per l'archiviazione dei messaggi di posta elettronica;
- una nuova modalità di visualizzazione delle icone in Gestione periferiche;
- una funzione per il blocco dei pop-up in Internet Explorer;
- un nuovo sistema di ordinamento di file e cartelle a livello delle colonne.

Diverse stringhe di testo relative alle informazioni sul sistema operativo apparivano scherzosamente convertite nel linguaggio pig latin: ad esempio, la finestra delle proprietà del sistema visualizzava il testo icrosoftMay onghornLay omeHay ditionEay ersionVay 2003, che stava per Microsoft Longhorn Home Edition Version 2003. Microsoft più tardi spiegò che si trattava semplicemente di un codice di prova per rendere più semplice e veloce la modifica del nome del prodotto e del numero di versione in tutte le aree del sistema operativo.

#### Milestone 6
La build 4029 Lab06_n (compilata il 29 giugno 2003) era simile alla build 4029 main con miglioramenti minori.
La build 4033 main (compilata il 17 luglio 2003) era simile ad entrambe le build 4029 main e Lab06_n, ma conteneva alcuni miglioramenti della interfaccia utente, compreso un tema Plex aggiornato.
La build 4039 (compilata il 24 agosto 2003) trapelò il 22 agosto 2007. Questa build includeva Phodeo, una visualizzazione 3D per le foto, una versione completa del Desktop Composition Engine (DCE) e un effetto vetro.
La build 4042 main (compilata il 5 settembre 2003) trapelò il 4 febbraio 2020 ed è simile alle build 4040 e 4039. Venne compilata quattro giorni prima della prima build Milestone 7 conosciuta, quindi è da considerare come una build Milestone 6. Questa fu l'ultima build a contenere lo stile visivo Plex e le stringhe in pig latin per il nome del sistema operativo.

#### Milestone 7
La build 4042 Lab06_n (compilata il 9 settembre 2003) fu probabilmente la prima build ad includere il tema Slate (Lab06) anziché il tema Plex (winmain) visto nelle build precedenti. Tuttavia, persisteva ancora l'effetto trasparente di Aero della build 4039. La parola "My" fu rimossa da My Computer (Risorse del computer) e da My Network Places (Risorse di rete), un cambiamento che proseguì fino alla versione finale del sistema operativo. Quando era attivata Windows Sidebar, la parola "Start" veniva rimossa dal pulsante Start. Le stringhe in pig latin furono ripristinate alle loro controparti non in pig latin, con il nome del sistema operativo ora definito come "Longhorn Professional Version 2003".
La build 4050 private/lab06_demo (compilata il 18 ottobre 2003) trapelò il 23 gennaio 2020. Fu l'ultima build "Home" prima del reset di sviluppo. Fu una delle molte build numerate con 4050 utilizzate nelle demo di Microsoft, in particolare alla Professional Developers Conference (PDC) 2003 e al TechEd 2004 in Israele.
La build 4051 (compilata il 1º ottobre 2003) è la build che venne fornita ai partecipanti all'evento PDC 2003. Trapelò il 20 ottobre 2003, sette giorni prima dell'inizio della conferenza. Includeva ufficialmente il tema Slate, che era presente nella build 4042 (Lab06) che sarebbe trapelata anni dopo. I critici notarono delle nuove funzioni in Internet Explorer 6.05, tra cui un gestore di download, una funzione per il blocco dei pop-up, una funzione per la gestione dei componenti aggiuntivi e uno strumento per svuotare la cronologia di navigazione.
La build 4053 (compilata il 22 ottobre 2003) trapelò il 2 marzo 2004 e presentava alcuni cambiamenti minori.
La build 4067 idx01 (compilata il 12 marzo 2004) trapelò nel luglio 2021. Era una build solo Itanium che introdusse un tema Jade migliorato che utilizzava il tipo di carattere Segoe UI, anche se il tema Slate era ancora impostato come predefinito.
La build 4074 (compilata il 25 aprile 2004) è la build di anteprima ufficiale dell'evento WinHEC 2004, e trapelò nel maggio 2004. Fu la prima build trapelata ad avere gli effetti di Aero completi in Esplora risorse e Internet Explorer dal Desktop Window Manager; tuttavia, è richiesta una modifica del registro affinché l'effetto sia esteso all'intera interfaccia utente.
La build 4081 (compilata il 3 maggio 2004) trapelò il 27 gennaio 2020. Questa build è la prima build componentizzata, cioè vennero rimosse molte funzionalità centrali e introdusse diversi bug. È considerata altamente instabile, in particolare per l'assenza di programmi nel menu Start e per problemi relativi all'installazione dei driver.
La build 4083 (compilata il 16 maggio 2004) trapelò il 10 novembre 2004 come x64, e la versione x86 trapelò il 1º febbraio 2020. A partire da questa versione venne abbandonato Desktop Window Manager. È considerata altamente instabile, in particolare per l'assenza di programmi nel menu Start e per problemi relativi all'installazione dei driver.
La build 4093 (compilata il 29 agosto 2004) fu una delle ultime build compilate prima del reset di sviluppo. Considerata anch'essa altamente instabile, compresi i problemi sopracitati, includeva la barra laterale, WinFS, una versione di Windows Movie Maker basata su Avalon, una versione preliminare di Windows Anytime Upgrade e il sintetizzatore vocale Microsoft Anna. Nascosto nella cartella System32 vi era l'applet del Pannello di controllo Proprietà dello schermo basato su Avalon, simile a quello della build 3683. C'era anche una prima versione della riscrittura in .NET Managed di Desktop Window Manager che non è installata per impostazione predefinita.

## Sviluppo release to manufacturing: dal reset di sviluppo alla versione finale
Entro la fine del 2003, si rivelò ovvio al team di sviluppo che si stava perdendo di vista quello che era necessario fare per completare la successiva versione di Windows e venderla ai clienti. Internamente, alcuni impiegati Microsoft iniziarono a descrivere il progetto Longhorn come «un altro Cairo», riferendosi al progetto di sviluppo Cairo che la società aveva intrapreso nella prima metà degli anni '90, che non sarebbe mai risultato nella vendita di un sistema operativo (anche se quasi tutte le tecnologie sviluppate al tempo sarebbero finite in Windows 95 e NT).
In un articolo da prima pagina del 23 settembre 2005 su The Wall Street Journal, il co-presidente di Microsoft Jim Allchin, che aveva la responsabilità generale per lo sviluppo e la distribuzione di Windows, spiegò come lo sviluppo di Longhorn si stesse «schiantando al suolo», a causa in gran parte dei metodi disordinati con i quali le funzionalità venivano introdotte e integrate nel core del sistema operativo, senza concentrarsi chiaramente su un prodotto finale. Un membro del team di sviluppo del progetto Longhorn avrebbe ricordato diversi anni più tardi:
(uno sviluppatore del progetto Longhorn, 21 febbraio 2012)
Nel dicembre 2003, Allchin chiese aiuto a due altri dirigenti, Brian Valentine e Amitabh Srivastava: il primo aveva avuto esperienza nella vendita di software Microsoft, soprattutto di Windows Server 2003, e il secondo aveva trascorso la sua carriera in Microsoft sviluppando metodi per produrre sistemi di testing ad alta qualità e svolgendo ricerca su di essi. Srivastava assunse un team di architetti del core per mappare visivamente l'intero sistema operativo Windows, e per lavorare attivamente ad un processo di sviluppo che avrebbe imposto elevati livelli di qualità del codice, ridotto le interdipendenze tra i componenti e, in generale, «evitato di peggiorare le cose con Vista». Queste cose, oltre al fatto che molti degli sviluppatori e degli ingegneri più capaci di Microsoft avevano lavorato su Windows Server 2003, portarono alla decisione di effettuare un reset di sviluppo di Longhorn, compilando sullo stesso codice che sarebbe diventato quello di Windows Server 2003 Service Pack 1, anziché su quello del più vecchio Windows XP. Questo cambiamento, annunciato internamente agli impiegati Microsoft il 26 agosto 2004, iniziò ai primi di settembre, anche se sarebbero passati diversi mesi prima che il nuovo processo di sviluppo e la nuova metodologia di compilazione fossero uniformemente adottati da tutti i team di sviluppo. Alcuni sviluppatori interni e lo stesso Bill Gates si lamentarono del fatto che sarebbe diventato eccessivamente difficoltoso lavorare nel nuovo processo di sviluppo. I cambiamenti ai laboratori di compilazione risultarono anche in un certo periodo di tempo durante il quale nessuna build di Longhorn trapelò tramite Internet.
Alla presentazione di apertura della WinHEC 2005, Bill Gates annunciò inoltre che si stava per effettuare il backporting a Windows XP e Server 2003 di molte delle API per gli sviluppatori relative a WinFX che erano state originariamente pianificate esclusivamente per Windows Longhorn, e che l'interfaccia utente finale di Windows Longhorn non si sarebbe vista per un po' di tempo. Furono discusse inoltre altre funzionalità come risoluzioni indipendenti dalla periferica, icone rasterizzate, cartelle virtuali e virtualizzazione del registro.
Entro l'inizio di luglio 2005, essendosi cacciata in un guaio, per così dire, con la scelta di nomi come Windows Me e XP per le precedenti versioni client di Windows, Microsoft doveva trovare un nome ancora più accattivante per Longhorn, per non rendere l'idea di una versione noiosa (supponendo che Windows 2006 sarebbe suonato meno eccitante di Windows XP). La società considerò diversi nomi, dai più semplici ai più estrosi. Alla fine, Microsoft scelse Windows Vista. John B. Williams, general manager di Windows Communications, dichiarò:
(John B. Williams, 18 agosto 2005)
Greg Sullivan, manager del Group Project, disse:
(Greg Sullivan, 25 luglio 2005)
1. ↑  Un riferimento ai tre punti di marketing di Vista: Clear, Connected, Confident (letteralmente "chiaro, connesso, confidente").

Il co-presidente di Microsoft James Allchin commentò:
(James Allchin, 25 luglio 2005)
A partire dalla September CTP, Microsoft iniziò a pubblicare regolarmente ai beta tester delle Community Technical Preview (CTP), la cui stabilità era meno curata rispetto a quella delle beta effettive.
Il 9 marzo 2006, all'Intel Developer Forum, Microsoft annunciò un cambio di strategia riguardo al supporto ad EFI in Windows Vista. La specifica UEFI 2.0 (in sostituzione dell'EFI 1.10) non fu completata fino all'inizio del 2006, e al tempo dell'annuncio di Microsoft nessun produttore di firmware aveva completato un'implementazione della produzione fruibile per il testing. Di conseguenza, si prese la decisione di posticipare l'introduzione del supporto a UEFI su Windows; il supporto a UEFI sulle piattaforme a 64 bit sarebbe stato posticipato fino al Service Pack 1 di Windows Vista e a Windows Server 2008, e UEFI a 32 bit non sarà supportato, poiché Microsoft non prevede che saranno stati costruiti così tanti sistemi quando il mercato si sposterà ai processori a 64 bit. UEFI a 32 bit sarebbe stato successivamente supportato con la pubblicazione di Windows 8 nel 2012.
A giugno, Microsoft apportò due cambiamenti significativi ai piani per Windows Vista. L'inclusione del supporto a XML Paper Specification in Windows Vista e Office 2007 fu un importante oggetto di controversia con Adobe. Quando fu introdotto per la prima volta nel maggio 2005, XPS (noto all'epoca come Metro) venne descritto come un «killer dei PDF», ma un rappresentante di Adobe dichiarò di «non essere minacciati» dalla sua aggiunta in Longhorn. Tuttavia, un anno dopo, Adobe cambiò la propria posizione, e vide l'inclusione di un nuovo formato di documento come un attacco anti-competitivo al loro formato Portable Document Format (PDF). Mentre si rifiutò di rimuovere completamente XPS, facendo notare che si trovava nel core del sistema di spooling di stampa di Windows Vista, Microsoft offrì la possibilità ai costruttori di sistemi e agli OEM di rimuovere dal sistema operativo tutti gli aspetti del formato di documento visibili all'utente. Qualche giorno dopo, fu annunciato che la sincronizzazione da un PC all'altro non sarebbe stata fornita con Windows Vista.
Il 14 giugno 2006, lo sviluppatore di Windows Philip Su pubblicò un intervento in un blog che denunciava il processo di sviluppo di Windows Vista:
(Philip Su, 14 giugno 2006)
Lo stesso post descrisse inoltre Windows Vista come composto approssimativamente da 50 milioni di righe di codice, con circa 2.000 sviluppatori al lavoro sul prodotto.
Durante una dimostrazione della funzionalità di riconoscimento vocale introdotta in Windows Vista al Financial Analyst Meeting il 27 luglio 2006, il software riconobbe la frase «Dear mom» come «Dear aunt». Dopo diversi tentativi falliti per correggere l'errore, la frase alla fine divenne: «Dear aunt, let's set so double the killer delete select all». Uno sviluppatore appartenente al team di riconoscimento vocale di Windows Vista in seguito spiegò che c'era un bug con la build di Vista che aveva fatto sì che il livello di guadagno del microfono fosse impostato molto alto, causando una ricezione «incredibilmente distorta» dell'audio da parte del software di riconoscimento vocale.
L'8 agosto 2006 il Microsoft Security Response Center fornì patch critiche di sicurezza per la beta 2 di Windows Vista, rendendo perciò Windows Vista il primo prodotto Microsoft a ricevere aggiornamenti di sicurezza in fase beta.
Poiché una build Release to Manufacturing (RTM) è la versione finale del codice fornita ai venditori al dettaglio e ad altri distributori, lo scopo di una build pre-RTM è eliminare tutti gli ultimi bug show-stopper che potrebbero impedire la vendita responsabile del codice ai clienti, oltre a tutte le possibili "noie" per i clienti. Così, le build Pre-RTM non introdussero nuove sostanziali migliorie; invece, il lavoro si concentrò sulla rifinitura di Windows Vista. In appena qualche giorno, gli sviluppatori riuscirono ad abbassare il numero dei bug di Windows Vista da oltre 2470 (del 22 settembre) a soli oltre 1400, alla pubblicazione della RC2 ai primi di ottobre. Tuttavia, avevano ancora molto da fare prima che Windows Vista fosse pronto per la RTM. I processi interni di Microsoft richiedevano che il numero di bug di Windows Vista scendesse a 500 o meno prima che il prodotto potesse entrare in escrow per la RTM. La maggior parte delle build Pre-RTM furono pubblicate solo in versione a 32 bit.

### Build di sviluppo note
| Fase di sviluppo                    | Numero di build | Nome ufficiale                                | Compilata il | Disponibile dal                | Disponibile dal        |
| Fase di sviluppo                    | Numero di build | Nome ufficiale                                | Compilata il | in via ufficiale               | in via non ufficiale   |
| ----------------------------------- | --------------- | --------------------------------------------- | ------------ | ------------------------------ | ---------------------- |
| Longhorn "Omega 13" o Milestone 8/9 | 3790.1232       |                                               | 19/08/04     | //                             | trapelamento: 14/08/11 |
| Longhorn "Omega 13" o Milestone 8/9 | 5000            |                                               | 03/08/04     | //                             | trapelamento: 26/01/20 |
| Longhorn "Omega 13" o Milestone 8/9 | 5001            |                                               | 27/09/04     | //                             | trapelamento: 26/01/20 |
| Longhorn "Omega 13" o Milestone 8/9 | 5048            | Longhorn Developer Preview                    | 01/04/05     | ai partecipanti al WinHEC 2005 | trapelata              |
| Longhorn "Omega 13" o Milestone 8/9 | 5060            |                                               | 17/04/05     | //                             |                        |
| Longhorn "Omega 13" o Milestone 8/9 | 5098            |                                               | 28/06/05     | //                             | trapelamento: 27/01/20 |
| Beta 1                              | 5112            | Windows Vista Beta 1                          | 20/07/05     | ai beta tester: 27/07/05       | trapelata              |
| CTP                                 | 5215            |                                               | 07/08/05     |                                | trapelata: 12/21       |
| CTP                                 | 5219            | CTP1, September CTP                           | 30/08/05     | ai beta tester: 13/09/05       | trapelata              |
| CTP                                 | 5231            | CTP2, October 2005 CTP                        | 04/10/05     | ai beta tester: 17/10/05       | trapelata              |
| CTP                                 | 5259            |                                               | 17/11/05     | ai beta tester: 22/11/05       | trapelamento: 07/12/05 |
| CTP                                 | 5270            | December CTP                                  | 19/12/05     | ai beta tester: 19/12/05       | trapelata              |
| CTP                                 | 5308.17         | February CTP                                  | 17/02/06     | ai beta tester: 22/02/06       | trapelata              |
| CTP                                 | 5308.60         |                                               | 23/02/06     | ai beta tester: 28/02/06       |                        |
| CTP                                 | 5342.2          | February CTP Refresh                          | 21/03/06     | ai beta tester: 24/03/06       | trapelata              |
| Beta 2                              | 5356            |                                               | 30/03/06     | //                             | screenshot: 10/05/06   |
| Beta 2                              | 5356            | trapelamento: 31/01/20                        | 30/03/06     | //                             |                        |
| Beta 2                              | 5365            | April EDW                                     | 19/04/06     | ai beta tester: 21/04/06       | trapelata              |
| Beta 2                              | 5381            | Windows Vista Beta 2 Preview                  | 01/05/06     | ai beta tester: 06/05/06       | trapelamento: 03/05/06 |
| Beta 2                              | 5384            | Windows Vista Beta 2                          | 18/05/06     | ai beta tester: 23/05/06       |                        |
| Beta 2                              | 5384            | Windows Vista Beta 2                          | 18/05/06     | download pubblico: 06/06/06    |                        |
| Pre-RC1                             | 5456            |                                               | 20/06/06     | ai beta tester: 24/06/06       | trapelata              |
| Pre-RC1                             | 5472            |                                               | 13/07/06     | ai beta tester: 17/07/06       | trapelata              |
| Pre-RC1                             | 5487            |                                               | 26/07/06     | //                             | trapelamento: 29/01/20 |
| Pre-RC1                             | 5492            |                                               | 02/08/06     | //                             | trapelamento: 04/02/20 |
| Pre-RC1                             | 5520            |                                               | 12/08/06     | //                             | trapelamento: 01/02/20 |
| Pre-RC1                             | 5536            |                                               | 21/08/06     | ai beta tester: 24/08/06       |                        |
| Pre-RC1                             | 5536            | 100.000 download pubblici: 29/08/06           | 21/08/06     |                                |                        |
| RC1                                 | 5600.16384      | Windows Vista Release Candidate 1             | 29/08/06     | ai beta tester: 01/09/06       |                        |
| RC1                                 | 5600.16384      | Windows Vista Release Candidate 1             | 29/08/06     | ai membri CPP: 06/09/06        |                        |
| Pre-RC2                             | 5700            |                                               | 10/08/06     | mostrata al TechEd 2006        |                        |
| Pre-RC2                             | 5728            |                                               | 17/09/06     | ai beta tester: 22/09/06       |                        |
| Pre-RC2                             | 5728            | download pubblico versione a 32 bit: 23/09/06 | 17/09/06     |                                |                        |
| Pre-RC2                             | 5728            | download pubblico versione a 64 bit: 25/09/06 | 17/09/06     |                                |                        |
| RC2                                 | 5744.16384      | Windows Vista Release Candidate 2             | 03/10/06     | ai membri CPP: 06/10/06        |                        |
| Pre-RTM                             | 5808            |                                               | 12/10/06     | ai beta tester: 19/10/06       | trapelamento: 03/02/20 |
| Pre-RTM                             | 5824            |                                               | 17/10/06     | //                             |                        |
| Pre-RTM                             | 5840.16384      |                                               | 18/10/06     | //                             |                        |
| Pre-RTM                             | 5840.16389      |                                               | 24/10/06     | //                             |                        |
| RTM                                 | 6000.16386      |                                               | 01/11/06     | ai beta tester: 16/11/06       |                        |
| RTM                                 | 6000.16386      | commercializzazione: 30/01/07                 | 01/11/06     |                                |                        |

#### Longhorn "Omega 13"oMilestone 8/9
La build 3790.1232 (compilata il 19 agosto 2004, trapelata il 14 agosto 2011) è una vera pietra miliare, poiché fu la prima build di Longhorn basata sul codice di Windows Server 2003, ma con l'interfaccia di Windows XP. Le successive build interne per diversi mesi integrarono gradualmente molto del lavoro di base che era stato fatto durante i tre anni precedenti, ma con regole molto più rigide riguardo al codice che poteva essere portato nelle build principali. Le build di questo periodo erano descritte in vario modo come Longhorn "Omega 13" e come Milestone 8/9, a seconda se si considerasse il nuovo o il vecchio albero delle build su cui si stava lavorando.
Le build 5000 e 5001 (compilate rispettivamente il 3 agosto 2004 e il 27 settembre 2004, entrambe trapelate il 26 gennaio 2020) sono le altre build di Windows Longhorn che hanno l'interfaccia di Windows XP. I riferimenti a "Windows XP" in alcuni casi furono sostituiti con "Windows LH" ("LH" sta per "Longhorn"); degne di nota nella build 5001 sono anche una versione modificata dello sfondo predefinito di Windows XP che ha umoristicamente un toro Longhorn del Texas (in riferimento al nome in codice del progetto) e l'introduzione di una versione altamente instabile di Windows Media Player 10. Questi rebranding fatti frettolosamente hanno sollevato preoccupazioni sull'autenticità della build prima del suo trapelamento, così come diversi thread di forum che affermavano che le immagini pubblicate da chi ha trapelato originariamente la build fossero false.
1. ↑   Informazioni su Windows

La build 5048 (compilata il 1º aprile 2005) fu la build di anteprima ufficiale della WinHEC 2005, descritta come Longhorn Developer Preview, e resa disponibile ai partecipanti della WinHEC il 24 aprile 2005. Fu l'unica build di questo periodo che fu resa disponibile da Microsoft; non fu ufficialmente distribuita al di fuori della WinHEC, ma la build apparve velocemente nelle reti di file sharing. In questa build fece la sua prima apparizione lo stile visivo Aero, mentre il Desktop Window Manager, pur presente, era disattivato e nascosto di default. La versione "debug checked" trapelò nel dicembre 2021.
La maggiore rassomiglianza della build 5048 a Windows XP rispetto alle precedenti build di Longhorn del 2003 sorprese molti. Paul Thurrott scrisse:
(Paul Thurrott, 26 aprile 2005)
Alcuni mesi dopo, Thurrott dichiarò che il processo di sviluppo di Vista si era rimesso in sesto nelle build più recenti.
La build 5060 (Pre-beta 1) (compilata il 17 aprile 2005) venne mostrata alla WinHEC 2005 insieme ad altre build e non presentava molte differenze dalla build 5048, fatta eccezione per una nuova schermata di avvio, un tema Aero aggiornato e un nuovo sfondo del desktop predefinito. Il tema Aero glass era più ultimato e molto simile alla versione ufficiale di Vista. Queste nuove funzionalità furono portate avanti nele build successive.

#### Beta 1
La build 5098 (compilata il 28 giugno 2005 e trapelata il 27 gennaio 2020) include la maggior parte delle novità che saranno poi viste nella Beta 1, ma si identifica ancora come Longhorn.
Windows Vista Beta 1 (build 5112, compilata il 20 luglio 2005), pubblicata il 27 luglio 2005, fu la prima build di Windows Longhorn ad essere chiamata Windows Vista, e fu resa disponibile agli abbonati a Microsoft Developer Network (MSDN) e TechNet e anche a un gruppo selezionato di beta tester Microsoft.
In confronto alla build della WinHEC pubblicata ad inizio anno, la Beta 1 apportò grandi progressi, introducendo nuove funzionalità relative all'interfaccia utente. La shell di Windows venne ancora una volta modificata drasticamente, con l'introduzione delle cartelle virtuali, di una nuova interfaccia di ricerca, di alcune nuove icone ad alta risoluzione, e di una interfaccia di Esplora risorse rinnovata che abbandonava i menu e la maggior parte dei pulsanti della barra degli strumenti presenti nelle versioni precedenti. La beta 1 introdusse inoltre molte delle tecnologie di base previste per Windows Vista, compresi i nuovi stack audio e di rete, il "Controllo genitori", e una build funzionante abbastanza completa del .NET Framework 3.0, a cui all'epoca ci si riferiva con il termine WinFX.

#### Community Technology Preview(CTP)
La build 5215 (compilata il 7 agosto 2005) trapelò nel dicembre 2021. Questa build includeva una citazione dell'edizione nel banner di winver sulle edizioni Starter/Ultimate.
La build 5219 (compilata il 30 agosto 2005), anche nota come CTP1 e September CTP, venne distribuita tra i partecipanti alla PDC 2005 il 13 settembre 2005, e venne pubblicata ai beta tester Microsoft e agli abbonati MSDN. Fu la prima build Ultimate Edition pubblica, e includeva SuperFetch. Anche se non attivi per impostazione predefinita, questo aggiornamento vide il ritorno della Windows Sidebar, che era stata rimossa nel reset di sviluppo, e l'introduzione dei gadget per il desktop, entrambi parte della linea Microsoft di mini-applicazioni in stile gadget. Microsoft dichiarò che sarebbero stati resi disponibili per il download dei gadget aggiuntivi nel corso del tempo attraverso un sito Web. Questa build includeva inoltre una nuova versione di Windows Media Center dal nome in codice Diamond.
Anche se Microsoft aveva dichiarato che WinFS non sarebbe debuttato in Windows Vista, gli utenti della build 5219 notarono che WinFS era di fatto incluso in quella versione. Diversi siti e newsgroup, come Neowin e SuperSite for Windows di Paul Thurrott, ipotizzarono che WinFS sarebbe stato, in verità, pronto in tempo per la pubblicazione di Windows Vista.
La build 5231 (compilata il 4 ottobre 2005), anche nota come CTP2 o October 2005 CTP, venne pubblicata agli abbonati di MSDN e ai beta tester di Microsoft il 17 ottobre 2005. Questa build Ultimate introduceva la versione 11 di Windows Media Player. Venne aggiunta l'utilità del Mixer volume, che consentiva di gestire il livello del volume di ogni programma in esecuzione.
La build 5259 (compilata il 17 novembre 2005) venne pubblicata ai membri del Microsoft Technology Adoption Program (TAP) il 22 novembre 2005. La pubblicazione fu originariamente annunciata per il 18 novembre come November CTP. Tuttavia Microsoft cancellò la November CTP a causa della sua instabilità, e pubblicò questa build solo ai membri TAP. La barra laterale fu temporaneamente rimossa; la build presentava qualche nuovo cambiamento all'interfaccia utente, tra cui la possibilità di modificarne il colore e la chiarezza. Venne integrato Windows AntiSpyware (presto ridenominato Windows Defender). Outlook Express prese nome di Windows Mail. Era una build IDW, ovvero non era passata nel processo di testing CTP. Trapelò su Internet il 7 dicembre 2005.
La December CTP (compilata il 14 dicembre 2005 con il numero di build 5270) venne pubblicata ai tester e su MSDN il 19 dicembre 2005, ed era molto vicina al completamento delle funzionalità. Da allora, la build con il completamento delle funzionalità fu ritardata fino alla fine del gennaio 2006. In questa build, Windows AntiSpyware fu rinominato Windows Defender, venne anche modificato il pulsante Start, Internet Explorer 7 presentava una nuova icona e un nuovo logo, e i suoni di Windows XP rimanevano invariati. Ci furono alcuni cambiamenti minori all'interfaccia utente.
La December CTP fu anche l'ultima build di Windows Vista a supportare il bypass del requisito del modello per i driver WDDM, consentendo quindi di eseguire il Desktop Window Manager (UXSS al tempo della build) utilizzando l'emulazione vertex software. A causa di questo cambiamento nelle build successive alla 5270, le ben note chiavi UseMachineCheck e EnableMachineCheck non avrebbero più consentito di eseguire il Desktop Window Manager in modalità di emulazione software.
La build 5284 (compilata il 18 dicembre 2005) fu l'ultima build a essere compilata nel 2005, e ad avere almeno un riferimento a Longhorn.
La February CTP (compilata il 17 febbraio 2006 con il numero di build 5308.17) fu pubblicata il 22 febbraio 2006 e fu la prima CTP dalle funzionalità complete. Questa build era indirizzata alle imprese. Fu anche la prima build a mettere a disposizione durante l'installazione la possibilità di effettuare l'upgrade a partire da una versione di Windows precedente. Questa build, secondo Microsoft, includeva tutte le funzionalità che i clienti avrebbero visto nella versione finale, tranne una che sarebbe dovuta comparire nella CTP successiva. Tuttavia, le build successive portarono più miglioramenti rispetto al previsto. Venne effettuata una revisione non organizzata a questa build che fu pubblicata il 28 febbraio 2006 come build 5308.60 (compilata il 23 febbraio) come il risultato di un Windows Server Longhorn avente molti problemi. La February CTP incorporò anche numerose cartelle virtuali tra cui Attachments ("Allegati"), Favorite Music ("Musica preferita"), Fresh Tracks, Important E-mail, Last 7 Days E-mail, Last 30 Days Documents, Last 30 Days Pictures And Videos, Recently Changed ("Documenti recenti"), Shared By Me ("Condivisi da me"), Unread E-mail e User's Files.
La February CTP Refresh (compilata il 21 marzo 2006 con il numero di build 5342.2) venne pubblicata il 24 marzo 2006. Questa build fu distribuita ai beta tester tecnici e ad alcuni clienti aziendali di Microsoft e fu usata come banco di prova per l'ampio numero di pareri ricevuti dalla February CTP. Questa versione veniva descritta come una «postazione di lavoro esterna per gli sviluppatori», con l'intento di fornire una build intermedia tra le CTP. Microsoft sostenne che aveva ancora intenzione di distribuire la successiva CTP nel secondo quarto dell'anno, l'ultima nel fork della beta 2. La build includeva cambiamenti minori all'interfaccia utente, in particolare miglioramenti a Windows Media Center, nuovi effetti Aero e Aurora, un processo di installazione più rapido, alcuni nuovi gadget per la barra laterale, e leggeri miglioramenti nelle prestazioni e nella stabilità generali. Includeva inoltre una versione leggermente migliorata di Paint, uno strumento per la cattura e il salvataggio di screenshot e un Centro di rete leggermente ridisegnato. Questa build non soddisfaceva le misure di qualità CTP, e fu resa disponibile solo nell'edizione Ultimate, per sistemi sia a 32 bit (x86) sia a 64 bit (x64).

#### Beta 2
La April EDW (compilata il 19 aprile 2006 con il numero di build 5365), pubblicata il 21 aprile 2006, introdusse alcuni cambiamenti agli elementi visivi dell'interfaccia utente e al comportamento del Controllo account utente. Vennero anche aggiunti alcuni nuovi sfondi e due salvaschermo. Vennero attivate per impostazione predefinita la barra laterale e la deframmentazione automatica del disco fisso. Hold'em, un gioco fornito insieme ad alcune CTP precedenti, venne abbandonato a causa di apparenti problemi di «sensibilità politica»; Microsoft lo avrebbe offerto come download Web separato per gli utenti di Windows Vista Ultimate.
La Windows Vista Beta 2 Preview (compilata il 1º maggio 2006 con il numero di build 5381) venne ufficialmente pubblicata il 6 maggio 2006 ai beta tester tecnici di Microsoft. Forniva principalmente miglioramenti alle prestazioni e solo pochi cambiamenti minori in confronto alla build 5365. Con questa build, Microsoft entrò nella escrow della beta 2.
La Windows Vista Beta 2 (compilata il 18 maggio 2006 con il numero di build 5384) fu pubblicata agli abbonati MSDN (la prima dalla 5308) e ai tester Microsoft Connect il 23 maggio 2006 in concomitanza con la presentazione di apertura di Bill Gates alla conferenza WinHEC 2006. Il 6 giugno, Microsoft estese la disponibilità della beta 2 a tutti gli utenti, rendendo Windows Vista disponibile come download gratuito in diverse lingue dal suo sito Web. Alcuni siti Web di tecnologia descrissero questa versione come "il più grande evento di download nella storia del software".

#### Pre-Release Candidate 1(Pre-RC1)
La build 5456 (compilata il 20 giugno 2006) venne pubblicata il 24 giugno 2006. Alcune delle nuove funzionalità comprendevano un sottosistema Aero aggiornato, e un'interfaccia per il Controllo account utente completamente rivista e significativamente meno invadente. Ritornò la visualizzazione Elenco in Esplora risorse, inizialmente rimossa nella beta 1. Lo sviluppatore Microsoft Ben Betz in seguito spiegò in un suo intervento in un blog che, anche se sembrava che rimuovere la modalità Elenco avesse avuto senso sulla base di una ricerca sulla usabilità e della sua incapacità di supportare la nuova funzionalità di "raggruppamento" di Esplora risorse, la funzionalità venne ripristinata sulla base di una grande quantità di pareri provenienti dai beta tester.
Le note di versione per la build dichiararono che era stata fornita una patch per il bug relativo al fuso orario che aveva afflitto quasi tutte le build di Windows Vista, ed erano inoltre stati risolti anche parecchi problemi nelle Impostazioni internazionali e IME. Fu introdotta la nuova combinazione di puntatori del mouse Windows Aero, che introdusse per la prima volta l'antialiasing al puntatore del mouse, e molte delle icone rimanenti in stile Windows XP furono sostituite con nuove icone. Venne inoltre significativamente ridotto lo spazio su disco richiesto da un'installazione da zero.
La build 5472 (compilata il 13 luglio 2006) venne pubblicata il 17 luglio 2006. Oltre a incorporare qualche miglioramento alla localizzazione e qualche correzione di bug, la build introduceva anche un tema Basic rivisitato che sostituiva il tema grigio visto nelle precedenti build con un tema azzurro. Anche il Centro di rete venne significativamente rivisto, riunendo in un unico luogo più informazioni sullo stato, e riducendo il numero di passaggi richiesti per raggiungere la maggior parte delle opzioni di configurazione. Furono introdotti altri sfondi per il desktop e altre icone, e su ottimizzato il layout di Flip3D. La build fu un enorme miglioramento nelle prestazioni rispetto alla beta 2 ed era comparabile a Windows XP, se non anche più veloce.
La build 5536 (compilata il 21 agosto 2006) venne pubblicata il 24 agosto 2006, e tra il 29 agosto e il 31 agosto ai primi 100.000 utenti che la scaricarono dal sito di Microsoft. Tra i cambiamenti degni di nota, forniva nuovi collegamenti ai servizi online di Windows Live con nuove icone nel Centro attività iniziali, aggiornamenti minori all'aspetto di Aero con una sfumatura leggermente più azzurrognola nell'effetto vetro, grandi miglioramenti nella velocità (compresa la velocità dell'installazione), molte correzioni di bug e un antialiasing ulteriormente ottimizzato nella funzionalità Flip 3D. Venne resa disponibile pubblicamente il 29 agosto 2006.

#### Release Candidate 1(RC1)
La Release Candidate 1 (RC1) (compilata il 29 agosto 2006 con il numero di build 5600.16384) venne pubblicata a un gruppo selezionato di beta tester il 1º settembre 2006. Il 6 settembre, la RC1 venne pubblicata agli abbonati MSDN e Technet, e anche ai membri registrati del Customer Preview Program (CPP) con i PID della beta 2. Il 14 settembre, Microsoft riaprì il Customer Preview Program (CPP) ai nuovi membri. Il CPP terminò il 26 novembre 2006.
La versione pubblica della Release Candidate 1 portò a una certa quantità di ampie recensioni e analisi su vari siti Web di notizie di tecnologia, sia immediatamente dopo la sua pubblicazione sia nelle settimane seguenti. Ken Fisher di Ars Technica scrisse che le prestazioni erano migliorate significativamente rispetto alla beta 2, suggerendo che su macchine più performanti poteva risultare più veloce di Windows XP; criticò anche l'inutilità di Windows Sidebar e la continua invadenza del Controllo account utente. La recensione di CRN notò cinque specifiche categorie di miglioramento rispetto alla Release Candidate 1: velocità di installazione, supporto ai driver di periferica, miglioramenti nelle prestazioni di diversi componenti, sicurezza e capacità multimediali. L'interfaccia utente di Windows Vista iniziò a subire alcune critiche: Chris Pirillo ne descrisse lo stato quasi finale come «sloppy», letteralmente "una brodaglia".

#### Pre-Release Candidate 2(Pre-RC2)
La build 5700 (compilata il 10 agosto 2006), la prima build del ramo RTM, venne mostrata alla Student Day Presentation del Microsoft Tech-Ed 2006 in Australia. Si presentò più veloce della precedente Pre-RC1 build 5472, con alcuni miglioramenti all'interfaccia utente. Un numero di build più elevato non necessariamente indica una build più recente. Microsoft iniziò a lavorare sul ramo RTM mentre in contemporanea stava completando il ramo RC1, permettendo agli sviluppatori RC1 nel flusso principale di confluire più facilmente nella nuova fase di sviluppo. Questo sviluppo parallelo aiuta a spiegare perché la build 5700 è più vecchia anche di alcune build pre-RC1.
La build 5728 (compilata il 17 settembre 2006) fu pubblicata il 22 settembre 2006 ai partecipanti della beta tecnica. Il giorno seguente, Microsoft rese disponibile una versione a 32 bit della build al pubblico, con una versione a 64 bit in arrivo il 25 settembre. Il 1º ottobre, Microsoft raggiunse i suoi obiettivi per la partecipazione al programma e non offrì più la build al pubblico. In risposta alla quantità significativa di pareri dai tester della RC1, la 5728 conteneva molti miglioramenti, tra cui l'inclusione di una casella di controllo nelle proprietà dei suoni che permetteva all'utente di disattivare il suono di avvio di Windows Vista. Anche il Centro attività iniziali venne migliorato con nuove icone, eliminando l'uso di una singola icona per vari elementi differenti, e nella cartella dell'utente furono sostituite tutte le vecchie icone. Con questa build, Microsoft si avvicinò al suo obiettivo di completare un'installazione di Windows Vista in 15 minuti: alcuni critici segnalarono che la 5728 impiegava solo 16 minuti per effettuare un'installazione da zero. Tuttavia, un upgrade da Windows XP risultava ancora lento, richiedendo talvolta più di un'ora per il completamento.

#### Release Candidate 2(RC2)
La Release Candidate 2 (RC2) (compilata il 3 ottobre 2006 con il numero di build 5744.16384) venne pubblicata ai membri CPP, ai tester TAP, agli abbonati MSDN/Technet e ad altri beta tester tecnici il 6 ottobre 2006, e fu disponibile per il download fino al 9 ottobre in preparazione alla release finale di Windows Vista. A causa di un'aggressiva pianificazione di sviluppo, questa sarebbe stata l'ultima build ad essere resa disponibile ufficialmente al pubblico generale per il testing. Tuttavia, i product key di pre-versione avrebbero funzionato fino alla build RTM finale. Diversi tester segnalarono che la RC2 era più veloce e più stabile della build 5728. Tuttavia, poiché sulla RC2 (che era una regolare build intermedia, e non una major milestone come suggerisce il nome), non era stato rigorosamente effettuato il testing come sulla RC1 e la RC1 poteva essere più stabile in certe situazioni. Questa build correggeva molti problemi di compabilità che affliggevano le build precedenti. L'interfaccia utente di Windows Vista, che continuava ad essere migliorata, conteneva alcune ottimizzazioni minori: tra le più importanti vi era la nuova possibilità di personalizzare il colore, ma non la trasparenza, delle finestre ingrandite. Nelle build precedenti, le finestre diventavano prevalentemente nere quando ingrandite, un effetto che non poteva essere modificato dagli utenti. Fu anche aggiunta una icona del Pannello di controllo per Windows SideShow.

#### Pre-Release to Manufacturing(Pre-RTM)
La build 5808 (compilata il 12 ottobre 2006) fu pubblicata ai tester TAP il 19 ottobre 2006. Questa build era degna di nota perché fu la prima build pubblicata ai tester da quando Microsoft entrò nella escrow della RTM con la build 5800. Questo spiega perché i numeri di build saltarono da 57xx a 58xx.
La build 5824 (compilata il 17 ottobre 2006) era una build di Vista "escrow" RTM provvisoria pubblicata ai tester ad ottobre 2006.
La Windows Vista Launch Preview (compilata il 18 ottobre 2006, con il numero di build 5840.16384) fu pubblicata ai tester ad ottobre 2006. Era molto simile alla build 5824 e fu l'ultima build ad utilizzare i suoni di Windows XP.
La build 5840.16389 (compilata il 24 ottobre 2006) conteneva molte nuove icone finali, oltre a una nuova serie di sfondi finali, tra cui un nuovo sfondo predefinito basato sulla "venatura" Aurora vista nelle build precedenti. Venne introdotto l'intero insieme dei suoni di Windows Vista, e i suoni di Windows XP furono rimossi.

#### Release to Manufacturing(RTM)

Schermata di Windows Vista RTM (build 6000)

La Release to Manufacturing (RTM) (compilata il 1º novembre 2006 con il numero di build 6000.16386) è la release finale di Windows Vista che è stata venduta ai clienti. Microsoft annunciò che questa build era stata finalizzata l'8 novembre 2006, dopo oltre cinque anni di sviluppo.
Il numero di build della RTM saltò a 6000 per riflettere il numero di versione interno di Windows Vista: Windows NT 6.0. Saltare i numeri di build della RTM era una pratica comune tra le versioni di Windows orientate ai clienti, come Windows 98 (build 1998), Windows 98 SE (build 2222), Windows Me (build 3000) e Windows XP (build 2600), in confronto alle versioni orientate al business come Windows 2000 (build 2195) e Windows Server 2003 (build 3790). Il 17 novembre 2006, Microsoft rese disponibile la build finale agli abbonati a MSDN e TechNet Plus. Un'edizione Enterprise orientata al business fu resa disponibile ai clienti in multilicenza il 30 novembre. Windows Vista fu reso disponibile al pubblico il 30 gennaio 2007.

## Post-sviluppo

### 2007-2008:Service Pack 1(SP1)
Il Service Pack 1 Beta fu pubblicata solo su Microsoft Connect a tester selezionati il 24 settembre 2007. Questa build fu offerta facoltativamente tramite Windows Update attraverso una chiave di registro installata dal tester. Questa chiave trapelò in seguito in rete, determinando la sua disattivazione da parte di Microsoft. Con questa versione il numero di build per Windows Vista saltò a 6001.16659.070916-1443. Questa build rimuoveva anche la Console di gestione delle politiche di gruppo (GPMC) dai computer client, da sostituire con una versione scaricabile in una data successiva. Fu rimossa inoltre l'opzione di menu Cerca dalla barra a destra del menu Start (compresa l'opzione per ri-aggiungerla dall'elenco per la personalizzazione del menu Start). Questa build impediva il funzionamento della famiglia di applicazioni HP Touch smart, provocava dei bug nel ripristino dallo stand-by, e in alcuni casi impediva ad alcuni PC a 64 bit con chip Trusted Platform Module (TPM) di completare l'avvio. Questa build conteneva inoltre dei miglioramenti non specificati nella velocità e nella reattività del sistema operativo.
Il Service Pack 1 Release Candidate Preview venne unicamente pubblicata su Microsoft Connect a tester selezionati il 12 novembre 2007. Con questa versione il numero di build di Windows Vita salì a 6001.17042.071107.1618. I cambiamenti di questa build furono coperti dall'accordo di non divulgazione (NDA) di Microsoft Connect.
Il Service Pack 1 Release Candidate fu per la prima volta pubblicata ai tester di Microsoft Connect il 4 dicembre 2007, con la stessa build pubblicata su MSDN e su TechNet diverse settimane dopo. Qualche giorno dopo ancora, questa build fu resa disponibile ufficialmente al pubblico nel centro download di Microsoft come anteprima pubblica del SP1. Con questa versione il numero di build di Windows Vista salì a 6001.17052.071129.2315. Questa build conteneva una certa quantità di importanti cambiamenti e miglioramenti.
Il Service Pack 1 Release Candidate Refresh fu pubblicata su Microsoft Connect a tester selezionati il 9 gennaio 2008 e venne resa disponibile al pubblico l'11 gennaio 2008. Questa versione aveva il numero di build 6001.17128.080101.1935.
Il Service Pack 1 Release Candidate Refresh 2 venne unicamente pubblicata su Microsoft Connect a tester selezionati il 24 gennaio 2008, in preparazione alla release finale del Service Pack 1, solo tramite Windows Update. Questa versione aveva il numero di build 6001.18000. I dettagli di questa build furono coperti dall'accordo di non divulgazione (NDA) di Microsoft Connect.
Microsoft annunciò che il Service Pack 1 era stato finalizzato il 4 febbraio 2008, solamente 1 anno dopo la disponibilità generale di Vista. La build finale del Service Pack 1 venne pubblicata il 18 marzo 2008 nel centro download di Microsoft e su Windows Update. Fonti Microsoft confermarono che questa build era esattamente lo stesso codice della RC Refresh 2, e aveva inoltre lo stesso numero di build. La stringa di build completa sia di questa versione sia della Refresh 2 è "6001.18000.longhorn_rtm.080118-1840".

### Post-Service Pack 1(Post-SP1)
La build 6001.18063 (pubblicata il 24 giugno 2008) era importante per due motivi: era il primo aggiornamento reso disponibile pubblicamente che aumentava il numero di build di Windows Vista oltre la build (finale) 6001.18000 del Service Pack 1, e sostituiva la stringa di build 6001.longhorn_rtm.080118-1840 del SP1 con 6001.vistasp1_gdr.080425-1930. La stringa di build longhorn era presente durante le prime fasi dello sviluppo di Windows Vista, ma non si era vista nella build della versione ufficiale né in alcun aggiornamento successivo finché non fu reintrodotta durante la beta del SP1, e venne lasciata alla pubblicazione del SP1; questa build segna la sua rimozione dall'unica versione di Windows Vista che conteneva il nome in codice longhorn in maniera evidente.

### 2008-2009:Service Pack 2(SP2)
Microsoft iniziò a lavorare sul Service Pack 2 subito dopo la pubblicazione del Service Pack 1, mentre Windows Server 2008 utilizzava la stessa base di codice del Service Pack 1 di Windows Vista. Il Service Pack 2 fu l'ultimo service pack pubblicato in contemporanea sia per Windows Server 2008 sia per Windows Vista, che condividevano lo stesso codice binario.
Windows Vista Service Pack 2 Pre-Beta

Numero di build 6002.16489.lh_sp2beta.080924-1740 (versione 105)

Pubblicato nell'ottobre 2008.
Windows Vista Service Pack 2 Beta

Numero di build 6002.16497.081017-1605 (versione 113)

Pubblicato il 4 dicembre 2008.
Il download fu reso disponibile nel centro download di Microsoft.
Windows Vista Service Pack 2 RC Escrow

Numero di build 6002.16659.090114-1728 (versione 275)

Pubblicato nel gennaio 2009.
Windows Vista Service Pack 2 Release Candidate

Numero di build 6002.16670.090130-1715 (versione 286)

Pubblicato nel febbraio 2009.
Windows Vista Service Pack 2 RTM Escrow

Numero di build 6002.17043.090312-1835

Pubblicato nel marzo 2009.
Disponibile tramite Windows Update.
Windows Vista Service Pack 2 RTM Escrow

Numero di build 6002.17506.090313-1730

Pubblicato nel marzo 2009.
Trapelata nei siti Web di condivisione dei file.
Windows Vista Service Pack 2 RTM

Numero di build 6002.18005.090410-1830

Pubblicato il 28 aprile 2009.
Pubblicato ufficialmente da Microsoft tramite Windows Update il 26 maggio 2009.